# Камерон (Западна Вирџинија)
Камерон (енгл. Cameron) град је у америчкој савезној држави Западна Вирџинија.

## Демографија
По попису из 2010. године број становника је 946, што је 266 (-21,9%) становника мање него 2000. године.
| Група             | 2000.         | 2010.       |
| Белци             | 1.196 (98,7%) | 929 (98,2%) |
| Афроамериканци    | 2 (0,2%)      | 2 (0,2%)    |
| Азијати           | 0 (0,0%)      | 4 (0,4%)    |
| Хиспаноамериканци | 3 (0,2%)      | 6 (0,6%)    |
| Укупно            | 1.212         | 946         |